# Violeta de mil colores
Violeta de mil colores es una película colombiana dirigida por Harold Trompetero. Rodada durante los años 2003 a 2005 en la ciudad de Nueva York, la cinta fue protagonizada por Flora Martínez.

## Sinopsis
Violeta prepara su suicidio mientras recuerda instantes de su vida.

## Controversia
La actriz Flora Martínez ha emprendido una batalla legal contra el director Harold Trompetero argumentando que la cinta fue realizada de manera experimental y que Trompetero quiere aprovechar el éxito comercial de la película Rosario Tijeras por lo que el film no ha podido distribuirse comercialmente. La película fue estrenada en el Festival de Cine de Bogotá en octubre de 2005 pero hasta la fecha no se ha estrenado en salas de cine del país o del exterior.

## Premios y reconocimientos
Festival de cine chico (Islas Canarias, España) 2006
- Mejor película
- Mejor director
- Mejor Edición
- Mención especial para la actriz Flora Martínez

Festival de cine de Cartagena 2006
- Mención especial